# TNF-alfa-remmers
TNF-α-remmers is een groep geneesmiddelen die de werking van TNF-α (tumornecrosefactor) remmen of zelfs blokkeren. Ze werden bij de introductie eind jaren 1990 vooral gebruikt bij de behandeling van enkele soorten reuma, later is het indicatiegebied uitgebreid naar onder meer de ziekte van Crohn, psoriasis en colitis ulcerosa.
Enkele bekende TNF-α remmers zijn infliximab, adalimumab en etanercept. Infliximab is een monoklonaal antilichaam gericht tegen TNF-α, een deel van het antilichaam is afkomstig van muizen. Adalimumab wordt met recombinant-DNA-technieken geproduceerd in hamsters en komt overeen met volledig menselijke antilichamen, gericht tegen onder meer TNF-α. Deze geneesmiddelen worden toegediend als injectie of per infuus.

## Bijwerkingen
TNF-alfa is een cytokine die het optreden van een ontstekingsreactie bevordert. Door blokkeren van het effect van TNF-α wordt de afweer verlaagd. Een van de bijwerkingen is dan ook het versneld optreden van opportunistische infecties die ook nog eens ernstiger kunnen verlopen. De presentatie van infectieziekten tijdens gebruik van TNF-α-blokkers kan ook veranderen wat de diagnose vervolgens bemoeilijkt. Voor de start van deze groep medicijnen moet onder meer worden gescreend op tuberculose. Patiënten gebruiken vaak voordat ze gaan starten met TNF-alfa-remmers nog andere immunosuppressiva waardoor de testen op tuberculose verminderd betrouwbaar zijn. Een profylactische behandeling vanwege een tuberculosebesmetting duurt langer dan normaal, bijvoorbeeld 9 maanden in plaats van 6 maanden. Na ca. 1-2 maanden gebruik van de medicatie mag in bepaalde gevallen gelijktijdig een TNF-alfa-remmer worden gestart als er medisch gezien geen mogelijkheid is om te wachten tot de preventieve tuberculosebehandeling voltooid is.

## Vervoer en transport
De TNF-alfa-remmers dienen in de koelkast bewaard te worden en ook bij voorkeur koel en voorzichtig vervoerd te worden. Een te hoge of lage temperatuur, temperatuurwisselingen en schudden maken het product onwerkzaam.

## Vergoeding in Nederland
De groep van TNF-α-remmers werd in 2012 overgeheveld van de extramurale aanspraak naar het ziekenhuisbudget. De kosten van deze middelen waren in 2007 177,4 miljoen euro. Dit bedrag was in 2011 al opgelopen tot 363,2 miljoen. De minister besloot het ziekenhuisbudget in 2012 met 450 miljoen euro te verhogen. 